# Camponotus maguassa
Camponotus maguassa é uma espécie de inseto do gênero Camponotus, pertencente à família Formicidae.